# Martin Sack
Martin Sack (* 1961) ist ein deutscher Arzt, Facharzt für Psychotherapeutische Medizin und Hochschullehrer. Seit 2012 ist er außerplanmäßiger Professor an der Technischen Universität München.

## Leistungen
Martin Sack studierte von 1981 bis 1988 Medizin in Homburg und Berlin. Seine Promotion zum Dr. med. erfolgte 1996 über die Werkbiographie Alfred Prinz Auersperg 1899/1968 bei Dieter Janz und Heinz-Peter Schmiedebach. 2005 erfolgte seine Habilitation im Fach Psychotherapeutische Medizin über das Thema Der Einfluss akuter dissoziativer Symptome auf die autonom-vegetative Regulation.
Sack war Arzt im Praktikum, später Assistenzarzt an der 2. Inneren Abteilung des Jüdischen Krankenhauses Berlin bei Rüdiger R. Salloch-Vogel. Danach war er wissenschaftlicher Mitarbeiter in der Abteilung für Psychosomatische Medizin und Psychotherapie des Rudolf-Virchow-Krankenhauses Berlin bei Burghard F. Klapp und wissenschaftlicher Assistent und Oberarzt der Abteilung Psychosomatik und Psychotherapie an der Medizinischen Hochschule Hannover bei Friedhelm Lamprecht. Seit 2008 ist er leitender Oberarzt und Leiter der Sektion Psychotraumatologie an der Klinik für Psychosomatische Medizin und Psychotherapie des Klinikums rechts der Isar der Technischen Universität München.
Seine Weiterbildungen erfolgten u. a. in psychoanalytisch-interaktioneller Gruppentherapie (Arbeitsgemeinschaft für die Anwendung der Psychoanalyse in Gruppen in Göttingen), in Spezieller Psychotraumatherapie (DeGPT) und in EMDR (Zertifizierung bei EMDRIA Deutschland e.V. als EMDR-Supervisor).
Von 2008 bis 2012 war Sack Vorsitzender der Deutschsprachigen Gesellschaft für Psychotraumatologie (DeGPT).

## Auszeichnungen
- Cochrane Preis für Evidence Based Medicine der DKV Deutsche Krankenversicherung (gemeinsam mit Peter Henningsen, Norbert Hartkamp, Thomas Loew und Carl E. Scheidt) (2000)
- Research Award der EMDR International Association[7] (2008)
- Hamburger Preis Persönlichkeitsstörungen der Gesellschaft für Persönlichkeitsstörungen (2010)

## Veröffentlichungen (Auswahl)
- mit P. Henningsen, N. Hartkamp, T. Loew, C. E. Scheidt und G. Rudolf: Somatoforme Störungen – Leitlinien und Quellentexte. Schattauer, Stuttgart 2002, ISBN 3-7945-2197-8.
- M. Sack: Von der Neuropathologie zur Phänomenologie – Alfred Prinz Auersperg und die Geschichte der Heidelberger Schule der anthropologischen Medizin. Königshausen & Neumann, Würzburg 2005, ISBN 3-8260-2379-X.
- M. Sack: Schonende Traumatherapie – Ressourenorientierte Behandlung von Traumafolgestörungen. Nachdruck. Schattauer, Stuttgart 2018, ISBN 978-3-608-42648-9.
- mit U. Sachsse und J. Schellong: Komplexe Traumafolgestörungen – Diagnostik und Behandlung von Folgen schwerer Gewalt und Vernachlässigung. 6. Auflage. Schattauer, Stuttgart 2018, ISBN 978-3-608-42878-0.
- M. Sack: Individualisierte Psychotherapie: Ein methodenübergreifendes Behandlungskonzept. Schattauer, Stuttgart 2019, ISBN 978-3-608-43192-6.